# Frontière entre l'Eswatini et le Mozambique
Cet article traite de la frontière entre l'Eswatini et le Mozambique.

## Caractéristiques

### Généralités
Avec environ 105 km, la frontière est la plus petite des deux frontières internationales de l'Eswatini (la frontière avec l'Afrique du Sud mesure plus du quadruple, avec 430 km). Elle est continue et intégralement terrestre.
Il s'agit de l'une des frontières internationales les plus courtes du continent africain ; seules sont plus courtes celles séparant Nigeria et Tchad (87 km), Djibouti et Somalie (58 km), Espagne et Maroc (16 km) et Botswana et Zambie (2 km).

### Tracé
La frontière suit la partie est de l'Eswatini et l'extrême sud-ouest du Mozambique.
Elle débute au tripoint formé par la rencontre des frontières Afrique du Sud - Mozambique et Afrique du Sud - Eswatini (25° 57′ 12″ S, 31° 58′ 34″ E). Elle se dirige globalement vers le sud-est avant d'obliquer vers le sud.
Elle se termine au deuxième tripoint formé par la rencontre des frontières Afrique du Sud - Mozambique et Afrique du Sud - Eswatini (26° 50′ 24″ S, 32° 08′ 05″ E)), situé sur le Rio Maputo.

## Historique
La frontière est créée en 1881 avec la création du protectorat britannique du Swaziland. Le Mozambique est alors sous domination du Portugal.
Le Swaziland (devenu Eswatini en 2018) devient indépendant en 1968, le Mozambique en 1975 ; la frontière reste inchangée.